# 咖啡马天尼
咖啡马天尼是由伏特加、浓缩咖啡、利口酒和糖浆制成冷咖啡味鸡尾酒。它不是真正的馬天尼酒，因为它既不含琴酒也不含威末酒，但是它是将其纳入马天尼鸡尾酒类的许多饮料之一。
原始的配方包括伏特加，两种咖啡利口酒（甘露咖啡力嬌酒和添万利咖啡利口酒），糖浆以及新鲜的浓缩咖啡。

## 起源
关于咖啡马天尼的起源有几种说法，一种比较普遍的说法 称它是由迪克·布拉德塞尔于1980年代后期在伦敦的弗雷德斯俱乐部（Freds Club）时为一位年轻女士创造的，该女士要求是：“先把我弄醒，再讓我醉倒（Wake me up, and then fuck me up）。” 在之后广为流传的影片中布拉德塞尔证实了这一点。 布拉德塞尔还提到了他发明这种饮料时的状况，“ 在Soho的Brasseries裏的咖啡机就在調酒站的旁边。因为到处都有咖啡渣，所以这并不是一件令人愉快的事，正因如此咖啡在我的脑海中浮现了很多次。并且当时是饮用伏特加的浪潮，所以产生了将两者混合的想法。” 咖啡马天尼的配方因来源而异，但是通常来说它们都包括甘露咖啡利口酒或添万利咖啡利口酒。

### 国际调酒师协会
国际调酒师协会规定了意式浓缩咖啡制作时要使用“芮斯崔朵”而非按标准方法制作，即短濃縮咖啡。“短”浓缩咖啡是指萃取浓缩咖啡的时间，从而影响从咖啡豆表达出来的风味平衡。萃取时间越长，苦味越多，酸味也越少，并且浓缩咖啡的量增加。提取时间越短，苦味越少，酸味也就越多，并且浓缩咖啡的量减小。

### 迪福德指南
备受推崇的「迪福德指南」建议使用1.5英制液態盎司（43毫公升）的伏特加，3⁄4英制液態盎司（21毫公升）的热浓缩咖啡，3⁄4英制液態盎司（21毫公升）的甘露咖啡利口酒和1⁄3英制液態盎司（9.5毫公升）的糖浆 将所有原料倒入装有冰的调酒壶中，剧烈摇晃之后过滤倒入马天尼酒杯。之后使用咖啡豆装饰（有时也会使用橘子皮捲），即可饮用。